# 斯特拉斯堡主教座堂
史特拉斯堡座堂（法語：Cathédrale Notre-Dame de Strasbourg）位於法國斯特拉斯堡，为天主教斯特拉斯堡总教区的主教座堂。雖然實際上其有一部份屬於羅曼式建築，但史特拉斯堡座堂被廣泛視為哥德式建築的代表建築之一，也曾以142（466英尺）的高度在1647年至1874年的227年間成為世界最高建築，現在依然是世界第六高教堂。歐文·馮·斯坦巴克在1277年至去世的1318年主持建造了該建築的很大一部份。
維克多·雨果從描述它是“偉大而精緻的奇蹟”， 歌德則將之評為“莊嚴高聳、廣袤的上帝之樹”。 它在阿爾薩斯平原上幾乎任意一點都可以望到，來自附近孚日山脈的砂岩給予了其粉紅的色彩。

## 参考文献

斯特拉斯堡主教座堂 - Cathédrale Notre-Dame de Strasbourg
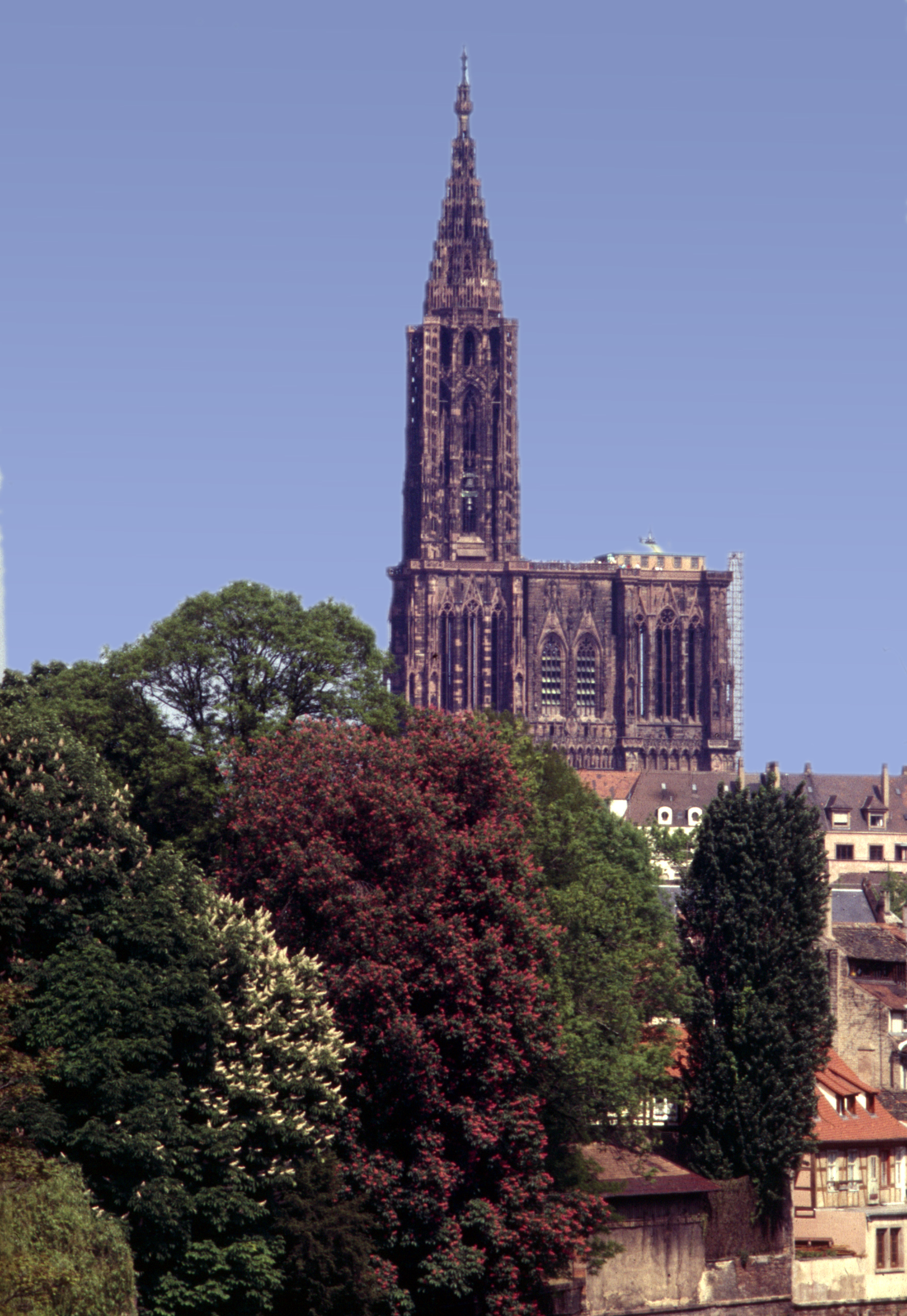
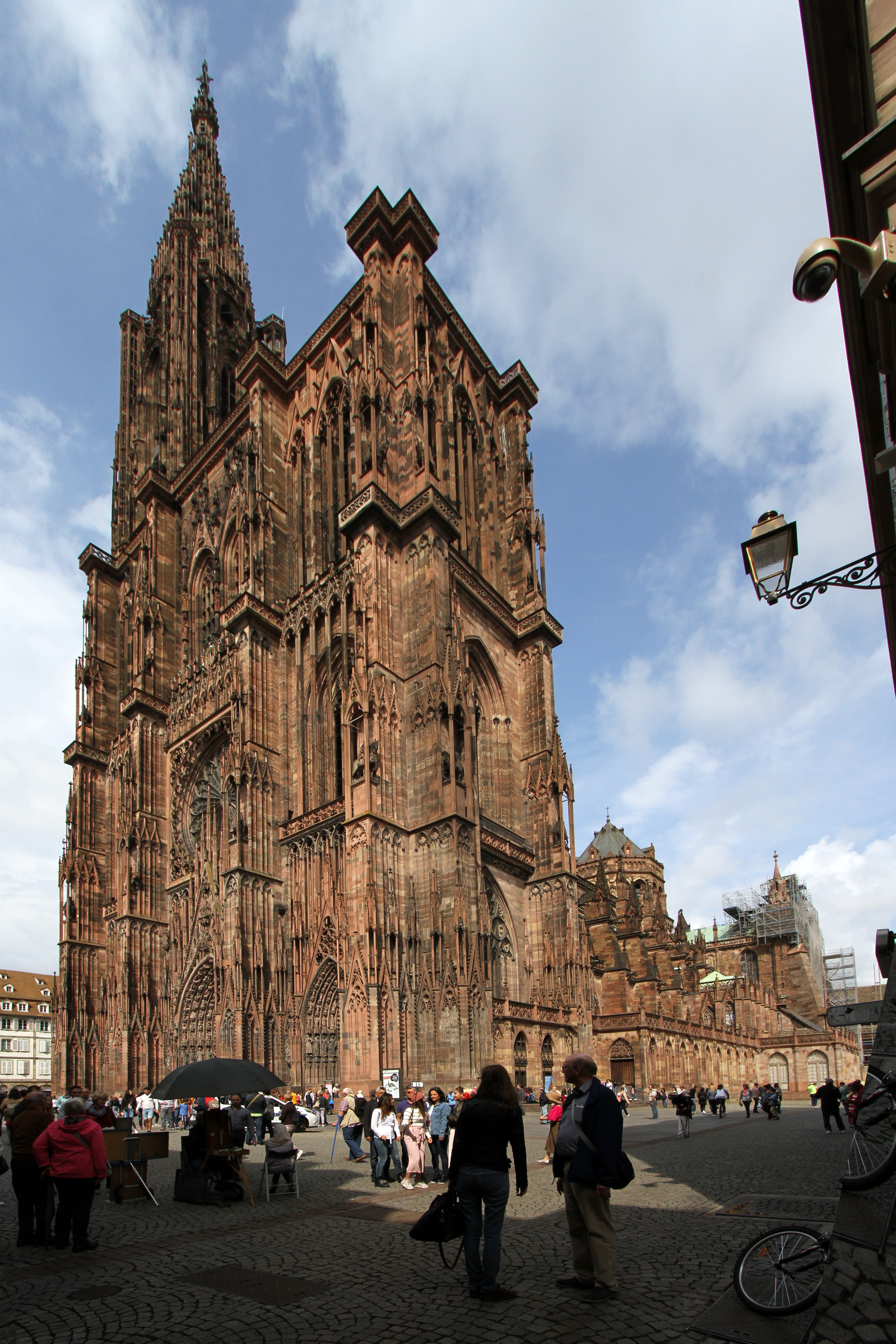
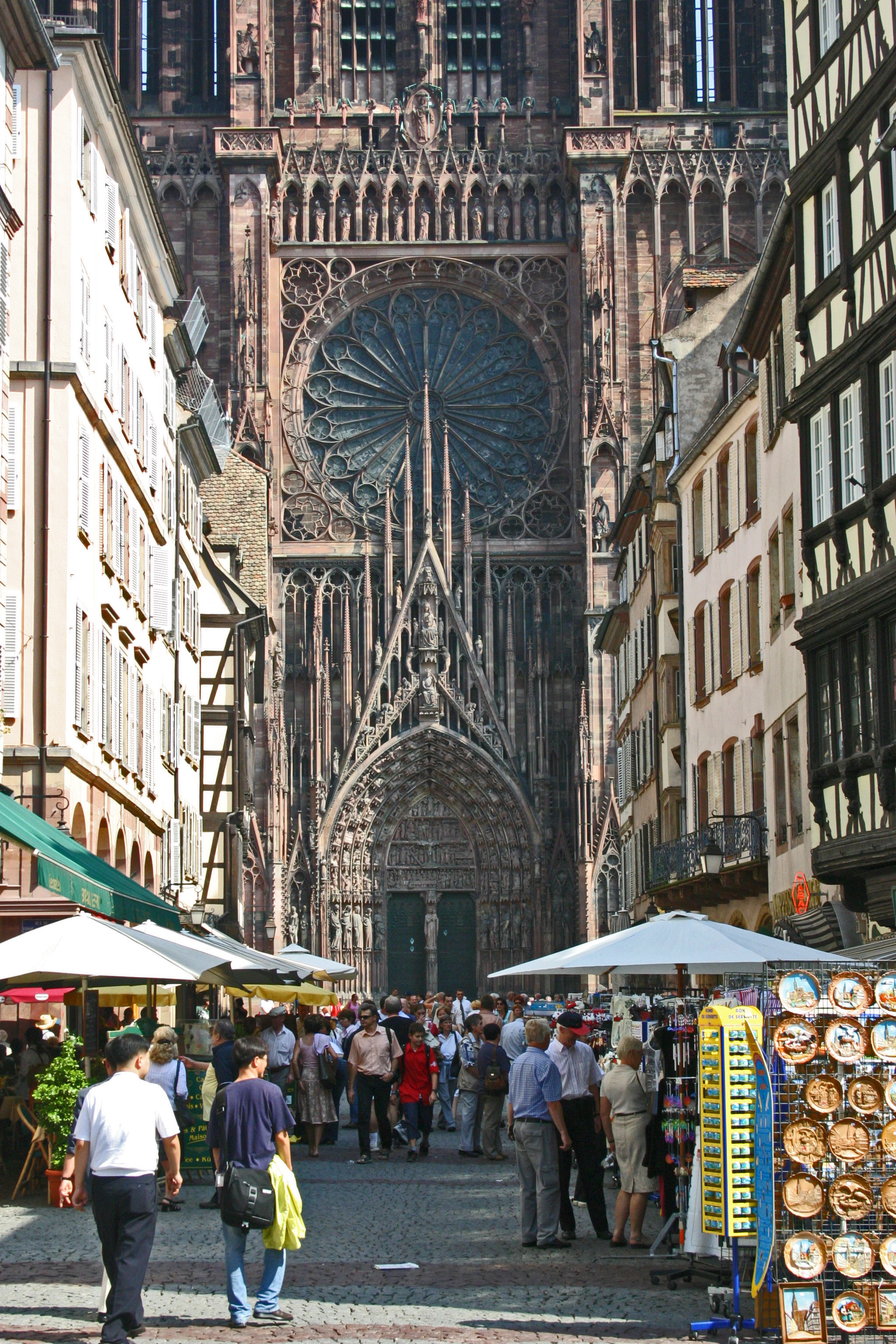
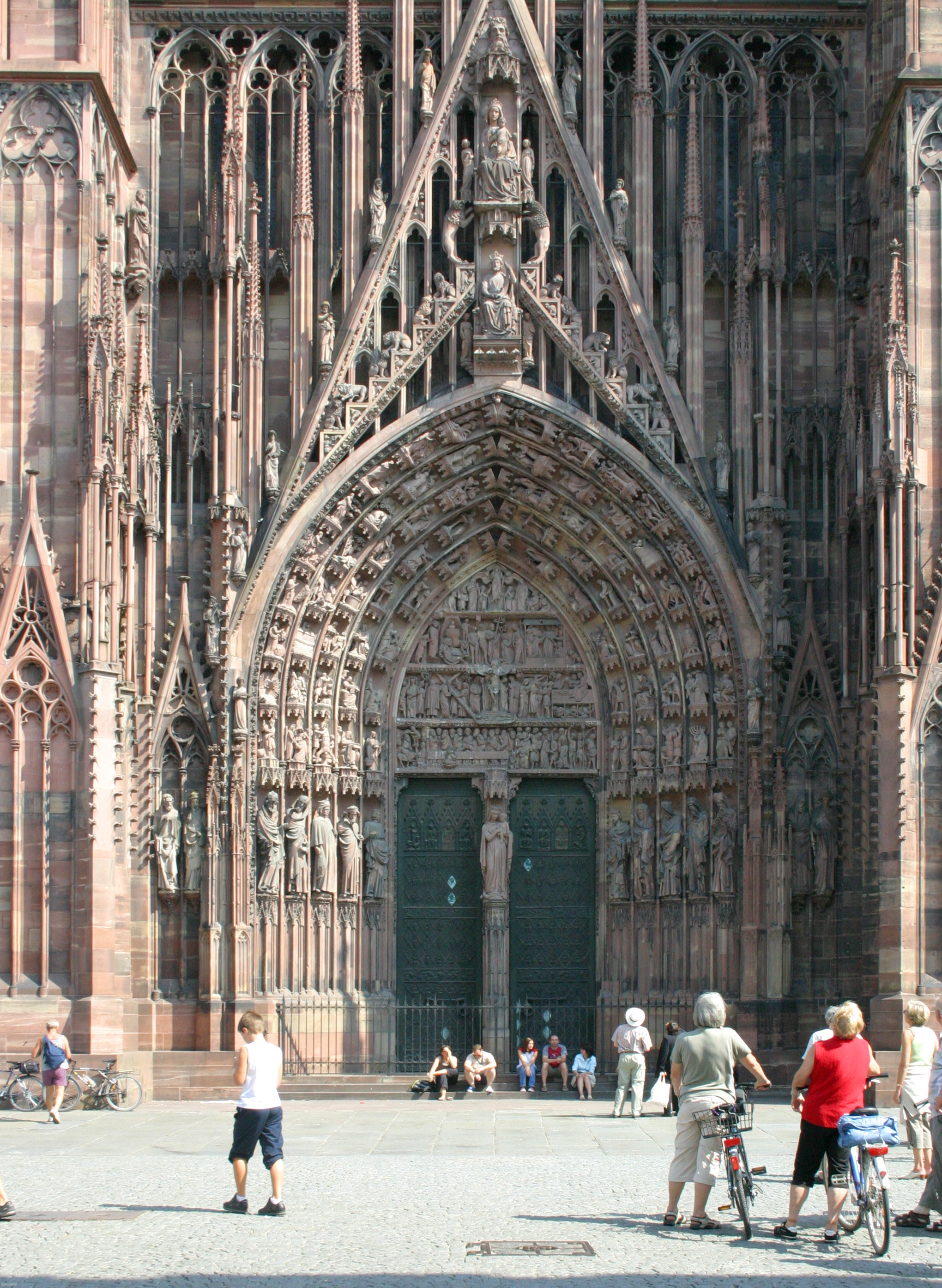
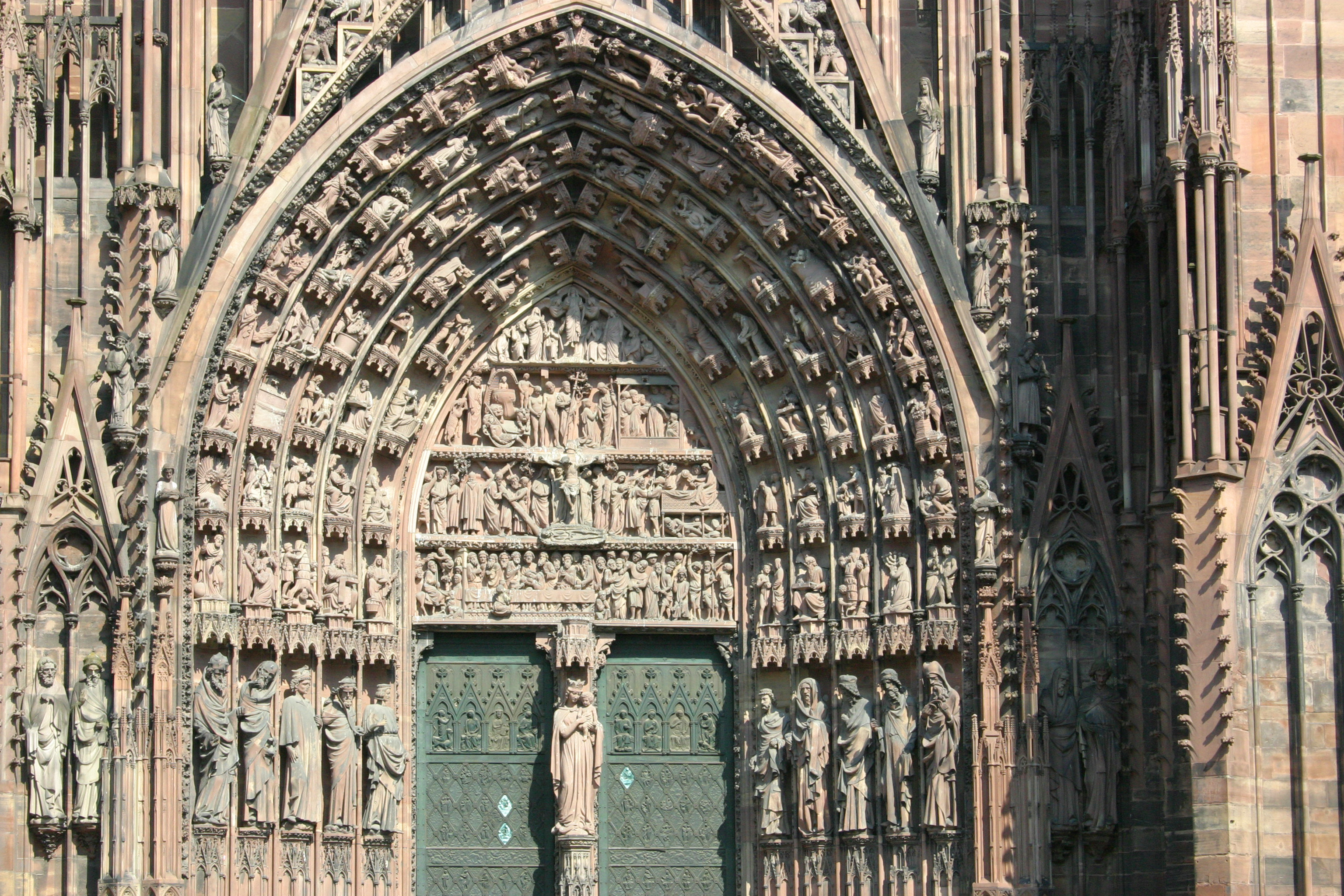
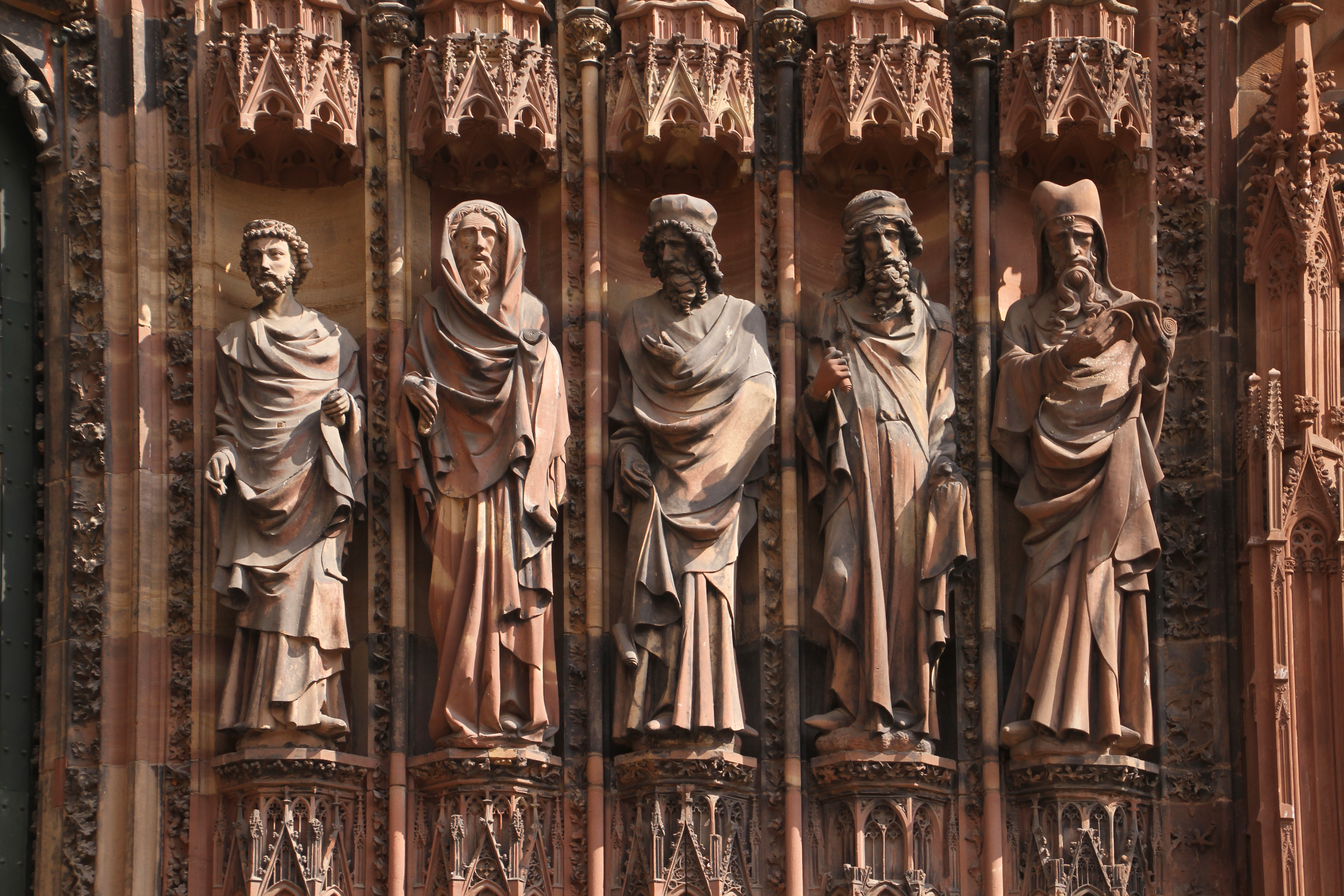
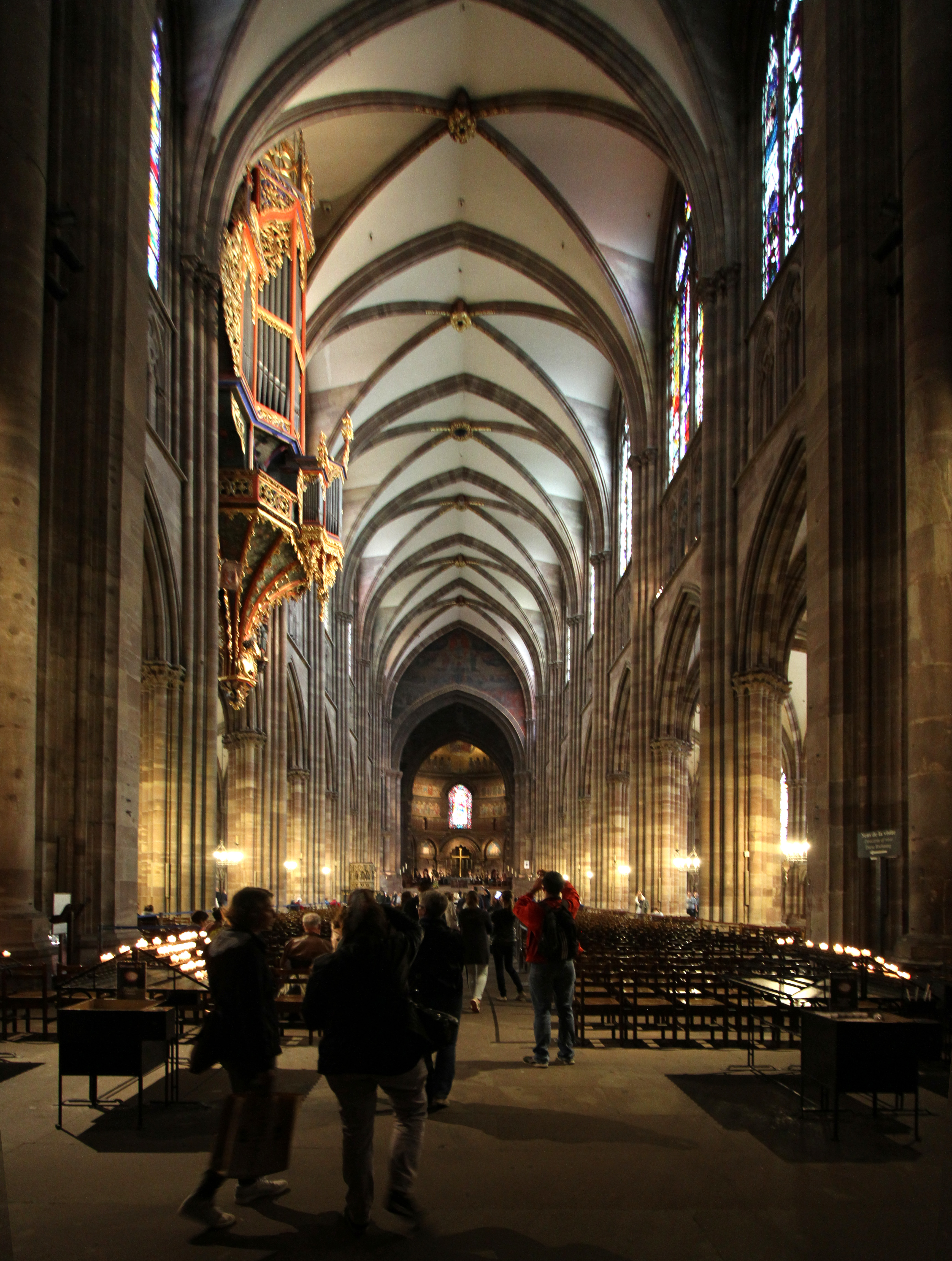
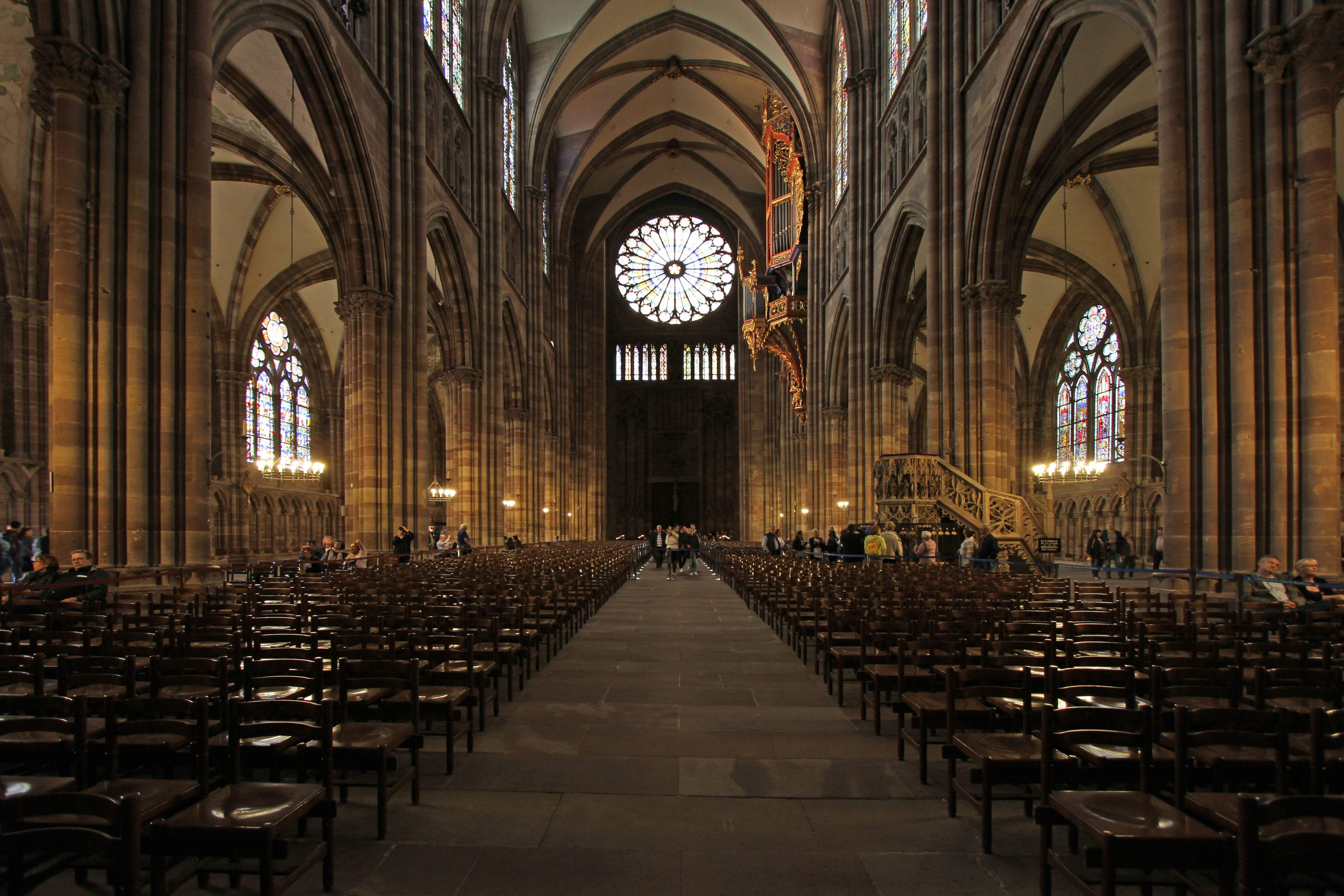

## 外部連結
- Cathédrale de Strasbourg （页面存档备份，存于）
- Œuvre Notre-Dame
- Strasbourg Cathedral （页面存档备份，存于）
- Notre Dame Cathedral (original plans and contemporary photographs)
- Historical Sketch of the Cathedral of Strasbourg at Project Gutenberg

| 紀錄                           | 紀錄                           | 紀錄                       |
| ------------------------------ | ------------------------------ | -------------------------- |
| 前任： 圣母教堂 (施特拉尔松德) | 世界最高建築物 1647—1874 142米 | 繼任： 聖尼古拉教堂 (漢堡) |